# Raymond Humbert

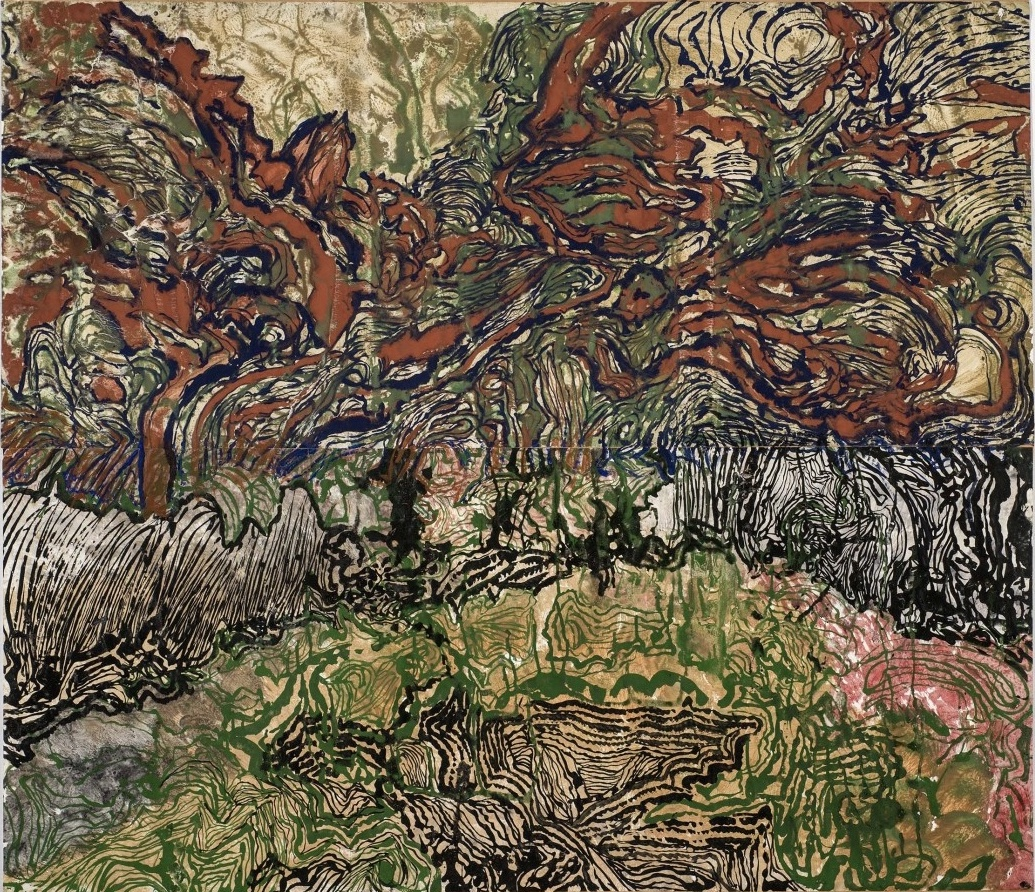
Paysage de Laduz - Raymond Humbert

Raymond Humbert, né le 23 mai 1932 à Verdun et mort le 24 septembre 1990 à Auxerre, est un peintre français.

## Biographie
Raymond Humbert s'est formé à l'atelier Corlin, réussit le concours de l'Ecole nationale des arts décoratifs de Paris (1951-1953), puis il va à l'Ecole nationale supérieure des beaux-arts de Paris de 1953 à 1958, dans l'atelier de Maurice Brianchon. C'est dans l'atelier de Brianchon qu'il rencontrera sa femme Jacqueline. Dans cette période  de formation il obtient le premier second Grand Prix de Rome en 1954 (année où le premier Grand Prix ne fut pas décerné) et en 1958 le premier Grand Prix lui est attribué. Il devient pensionnaire de l'Académie de France à Rome qui est dirigée par le peintre Balthus. En 1954 et 1955 il expose au Ve et VIe salon de la Jeune Peinture à Paris.
De 1963 à 1973 il est professeur à l'école des beaux-arts d'Orléans. À partir de 1969 Raymond Humbert s'installe à Laduz dans l'Yonne.
De 1973 à 1990 il est professeur, puis directeur, à l'école des beaux-arts d'Auxerre. Il devient aussi Directeur de la Maison du coche d'eau qui est le centre culturel d'Auxerre (1973-1977).
En 1977 il fonde le Centre d'art populaire d'Auxerre ou CNCAP à Laduz. À partir de là il fondera en 1986 le Musée des arts populaires dans ce même village de Laduz.
De 1959 à 2007 des expositions personnelles de Raymond Humbert ont lieu à Rome (1959, 1960 et 1961) et dans de nombreux musées français (Pau, Troyes, Auxerre, Quimper) ou galeries (galerie Le Griffon à Lyon, Galerie Visconti à Paris, etc.). Il participe aussi à de nombreuses expositions collectives dont l'exposition Sur invitation en 1984 au musée des arts décoratifs.
L'art de Raymond Humbert est très attaché au graphisme, à la calligraphie, car le trait et le dessin tiennent une place centrale dans son travail. Considéré comme un paysagiste, il dessine et il peint souvent à même le sol des paysages ou des empreintes de paysage à Laduz comme à Porspoder, en Bretagne. Les œuvres de Manet, Vuillard, Bonnard ou les estampes de Vallotton, Maurice Denis, des japonais Hokusaî ou Utamaro ont insufflé à Raymond Humbert cette énergie et cette liberté du geste qui font la particularité de sa peinture. Glaneur d'objets anciens et surtout d'art populaire, il va réutiliser ces objets dans ses compositions à la manière de natures mortes ou de vanités (avec des outils) et il fait des accumulations expressionnistes avec des moules à gâteau ou des ours en peluche par exemple. Par cette expression plastique il veut rendre hommage à la "mémoire des ouvriers et des artisans" selon Philippe Chabert. Une de ses premières œuvres, Les Tréteaux(1955), tout en grisaille est caractéristique de ces natures mortes d'atelier. Atelier de l'artisan ou de l'artiste/artisan? Raymond Humbert a une prédilection pour les grands formats. Très rapidement la nature va recouvrir ses toiles ou ses feuilles de papier ne laissant aucune place pour le vide. Comme dans les encres chinoises ou japonaises le trait est nerveux et graphique. Cette "écriture agitée" montre une sensibilité de beaucoup d'artistes des années 1960 pour les techniques ou l'art asiatique, comme Pierre Alechinsky ou Mark Tobey. Dans la peinture d'Humbert s'y ajoutent des pigments vifs (rouge de Pouzzoles, bleu d'outremer, jaune de chrome, etc.) et une épaisseur ou un léger relief avec de la colle vinylique, du vernis, parfois du sable fin. D'ailleurs Raymond Humbert fera un voyage au Japon en 1982 et on pense aux estampes d'Hokusaï, à ses vagues, quand on voit les dessins de vagues prises dans les rets de son pinceau en Bretagne.
Sa deuxième grande œuvre, créée en famille, est le musée de Laduz qui germe dans les années 1970. Il pense au départ à un "Conservatoire du patrimoine culturel rural -Centre d'études des caractéristiques régionales et nationales" mais qui ne doit pas être un nouveau musée des Arts et Traditions populaires comme celui de Paris. Sa passion de collectionneur, partagée avec sa femme Jacqueline, va permettre de faire émerger un musée en Bourgogne. Ce lieu a été bâti des propres mains de Raymond Humbert et avec ses fils. Il est l'accomplissement d'années de récoltes en 2CV, dans des brocantes, chez des ferrailleurs et surtout dans des ateliers qui fermaient  délaissant les outils, les objets, les souvenirs (une maquette d'atelier au musée de Laduz) d'une vie d'artisan, d'un pépé que Raymond et Jacqueline vont sauver de l'oubli. A Pâques 1986 une première partie du Musée des Arts Populaires de Laduz ouvre ses portes. Ce musée fonctionne grâce à une association culturelle: Les Amis du Musée. A la fois conservatoire de milliers d'objets du patrimoine rural, de la vie quotidienne, de l'art singulier, des métiers, etc., le musée de Laduz est aussi un lieu pédagogique où a été créé un atelier de jouets en bois pour les enfants. La pédagogie a toujours été au cœur du travail de Raymond Humbert, qui a d'ailleurs écrit de nombreux ouvrages pour les enfants (cf. bibliographie). Le musée de laduz est un haut lieu culturel salué par de nombreux spécialistes de l'art (François Mathey, Philippe Chabert, Laurent Danchin).

## Récompenses et distinctions
- Prix de Rome en peinture (1958)

## Publications
- Images du roi Camembert, Ed. Hier et demain, 1978.
- Le Sabotier, Ed. Berger-Levrault, 1979.
- Le Temps des artisans, Ed. Hier et demain, 1980.
- La Bretagne, mémoire de la vie quotidienne, Ed. Temps actuels, 1981.
- Le Temps des paysans, Ed. Temps actuels, 1982.
- Les Jouets populaires, Ed. Temps actuels, 1983.
- La Marine populaire, Ed. Messidor, 1985.
- Gestes et œuvres des artisans, Ed. Denoël, 1987.
- Le Symbolisme dans l'art populaire, Ed. Dessain et Tolra, 1988.
- Il était une fois la Révolution: les manuels scolaires racontent: 1789-1799, Ed. Dessain et Tolra, 1989.
- L'Art insolite, Ed. du Seuil, 2001.
- Métiers oubliés, Ed. du Chêne, 2003.
- Les Jouets d'autrefois, Ed. du Seuil, 2006.

## Ouvrages pédagogiques
- La Vie des marionnettes, Ed. Dessain et Tolra, 1987.
- L'Atelier des enfants, Ed. Dessain et Tolra,n°1, 1988.
- L'Atelier des enfants, Ed. Dessain et Tolra, n°2, 1988.
- L'Art mural des enfants, Ed. Dessain et Tolra, 1989.
- Les Jouets en bois, Ed. Dessain et Tolra, 1989.
- L'Atelier de modelage, Ed. Dessain et Tolra, n°1, 1990.
- L'Atelier de modelage, Ed. Dessain et Tolra, n°2, 1991.
- La Pyrogravure, Ed. Dessain et Tolra, 1990.

## Participation à d'autres ouvrages
- Artisanat rural / artisanat urbain, dans André Velter et Marie-José Lamothe, Le livre de l’outil, Editions Hier et deamin, 1976
- Artiste/Artisans , catalogue, Musée des Arts décoratifs, Paris, 1977
- Boîte en fer et fil de fer, catalogue, Centre Beaubourg, Paris, 1978
- Le grand dictionnaire d’histoire de France, sous la direction d’André Castelot et d’Alain Decaux, Librairie Académique Perrin, 1981
- Au début le jouet, catalogue, Louvre des Antiquaires, Paris, 1979
- Lettres à la Révolution, Editions des Trois Cailloux, Maisons de la Culture d’Amiens, 1989

## Télévision et radio
- INA,Apos' émission d'Antenne 2 présentée par Bernard Pivot,intreview de Raymond Humbert, réal. Jacques Cristobal, 13 déc. 1987
- Mer d'Iroise de Raymond Humbert à l'abbaye de Saint-Germain, WebTV, Auxerre TV, visite de l'exposition d'Auxerre avec Philippe Chabert, 05 août 2014, 22,19 min.